# Hemithyrsocera
Hemithyrsocera es un género de cucarachas, insectos de la familia Ectobiidae.

## Especies
- Hemithyrsocera acuminata
- Hemithyrsocera alagara
- Hemithyrsocera amplectens
- Hemithyrsocera banvaneuensis
- Hemithyrsocera biguttata
- Hemithyrsocera brownwingae
- Hemithyrsocera caligasimilis
- Hemithyrsocera curvinervis
- Hemithyrsocera danumensis
- Hemithyrsocera denticauda
- Hemithyrsocera dichroa
- Hemithyrsocera dumoganensis
- Hemithyrsocera fascioculus
- Hemithyrsocera ferruginea
- Hemithyrsocera fulmeki
- Hemithyrsocera fusca
- Hemithyrsocera gressitti
- Hemithyrsocera heralda
- Hemithyrsocera hewitti
- Hemithyrsocera histrio
- Hemithyrsocera ignobilis
- Hemithyrsocera interrupta
- Hemithyrsocera irregularitervittata
- Hemithyrsocera kiungensis
- Hemithyrsocera kuncheriai
- Hemithyrsocera leechi
- Hemithyrsocera limbata
- Hemithyrsocera lycoides
- Hemithyrsocera lynetteae
- Hemithyrsocera maai
- Hemithyrsocera macifera
- Hemithyrsocera major
- Hemithyrsocera marginalis
- Hemithyrsocera mentawiensis
- Hemithyrsocera nagamitsui
- Hemithyrsocera nathani
- Hemithyrsocera nishidai
- Hemithyrsocera obliqua
- Hemithyrsocera ottei
- Hemithyrsocera palliata
- Hemithyrsocera palmeri
- Hemithyrsocera parafusca
- Hemithyrsocera parilis
- Hemithyrsocera penicillata
- Hemithyrsocera persona
- Hemithyrsocera piceicollis
- Hemithyrsocera picteti
- Hemithyrsocera picticollis
- Hemithyrsocera quatei
- Hemithyrsocera robertsi
- Hemithyrsocera rubronigra
- Hemithyrsocera sabahwakensis
- Hemithyrsocera siberutensis
- Hemithyrsocera siebersi
- Hemithyrsocera silbergliedi
- Hemithyrsocera simulans
- Hemithyrsocera singgalangensis
- Hemithyrsocera soror
- Hemithyrsocera subgenitalis
- Hemithyrsocera sumatrana
- Hemithyrsocera suspecta
- Hemithyrsocera tawitawiensis
- Hemithyrsocera tessellata
- Hemithyrsocera triangulifera
- Hemithyrsocera walkeri
- Hemithyrsocera willisi
- Hemithyrsocera vittata